# Ali Mirzaostovari
Ali Mirzaostovari (pers. علی میرزا استوار; 1º giugno 1973) è un ex calciatore iraniano, di ruolo centrocampista.

## Carriera

### Club
Ha giocato nella prima divisione iraniana.

### Nazionale
Con la nazionale iraniana ha partecipato ai Coppa d'Asia 1996.

## Palmarès

### Club

#### Competizioni nazionali
- Campionato iraniano: 1

Esteghlal: 2000-01
- Coppa dell'Iran: 2

Bargh Shiraz: 1996-1997
Esteghlal: 1999-2000